# 일로카노어
일로카노 어(Ilokano, 일로카노어: Ilocano: Ti Pagsasao nga Iloko)는 필리핀에서 세번째로 인구가 많은 일로카노 족이 말하는 언어이다.
인도네시아어, 말레이어, 피지어, 마오리어, 하와이어, 말라가시어, 사모아어, 타히티어, 차모로어, 테툼어와 밀접하게 관련된 오스트로네시아어족 계열의 언어이다. 일로카노어는 또한 루손 북부의 여러 오스트로네시아어족의 언어들과 밀접하게 연관되어 있으며, 발랑가오어와 본톡어의 동부 방언과 약간이지만, 서로 알아들을 수 있다.